# Hein Driessen

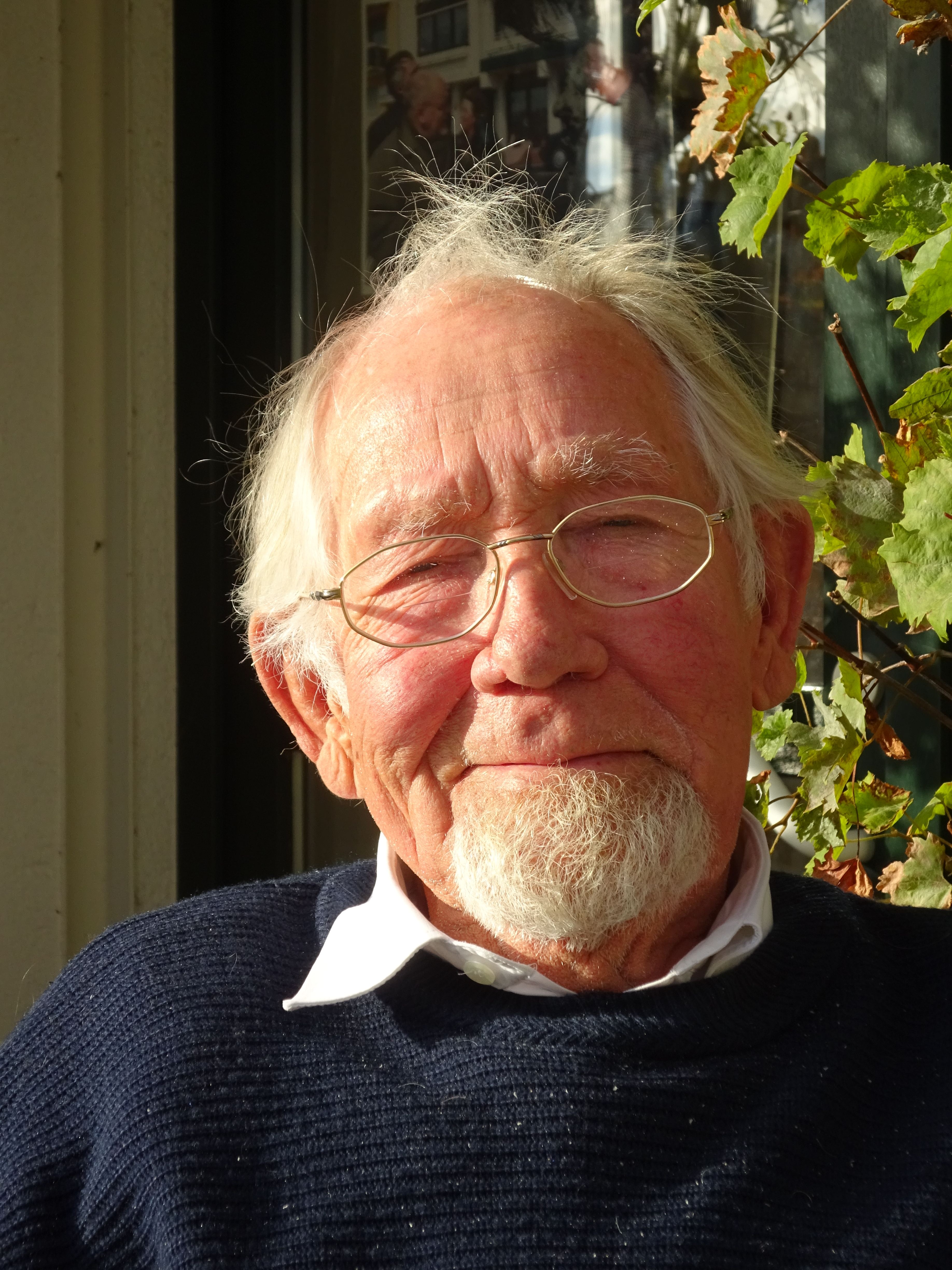
Hein Driessen (2016)

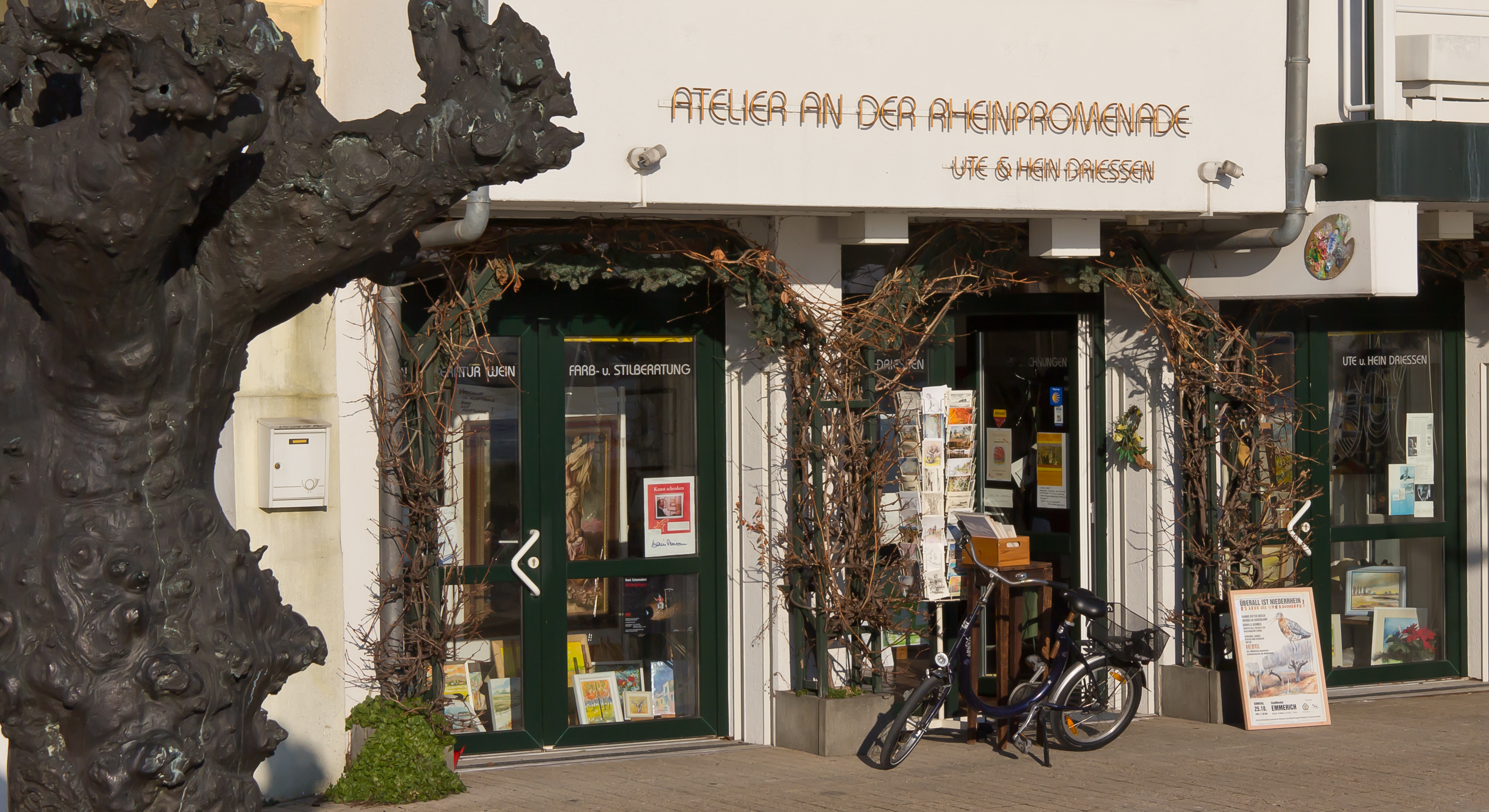
Das Atelier an der Rheinpromenade von Emmerich am Rhein

Hein Driessen (* 2. Oktober 1932 in Emmerich; † 25. Juli 2025 ebenda) war ein deutscher Maler.

## Leben
Hein Driessen besuchte die private Folkwangschule für Gestaltung – Werkkunstschule in Essen und die Werkkunstschule Düsseldorf. Seine Lehrer waren unter anderem Josef Urbach, Hermann Schardt, Bernd Terhorst (1893–1986) und Karl Scherer. 
1955 wurde er mit dem Bundespreis der Werkschulen Deutschlands ausgezeichnet. Danach wurde er mit Werken für den öffentlichen Raum in der Region Niederrhein bekannt. Mit seiner Kunst in Form von Mosaiken, Plastiken und Keramikarbeiten hat Driessen Spuren unter anderem in Krefeld, Neuss, Wesel und Xanten hinterlassen und wandte sich daraufhin vermehrt der Landschaftsmalerei zu.
Seit den 1980er Jahren betrieb Driessen eine Galerie in Cala Figuera auf Mallorca, die später von dem mallorquinischen Maler Jesus Carmargo übernommen wurde. 1996 reiste er im Auftrag des Bundesverteidigungsministeriums mit dem Segelschulschiff Gorch Fock, um Fotos, Aquarelle und Zeichnungen zu erstellen. Bekannt wurden Driessens Werke auch durch seine Mitwirkung an mehreren Büchern Hanns Dieter Hüschs.

## Werke
- Hein Driessen, Annette Lobbenmeier: Niederrhein – Mallorca. Hein Driessen. B.o.s.s Druck und Medien, Kleve 2002, ISBN 3-933969-22-0.